# Segelskären

Segelskären är en arkipelag som finns i vattnen söder om Kosteröarna och ner till Ramskär. Segelskären ligger ca 10 km väster om fastlandet vid Havstenssund och väster om djuprännan i Kosterfjorden och Väderöfjorden.
Öarna är sälskyddsreservat. Segelskären ligger inom Kosterhavets nationalpark.